# Bukarestübereinkommen
Das Bukarestübereinkommen (auch genannt das Übereinkommen über den Schutz des Schwarzen Meeres vor Verschmutzung) ist eine Rahmenkonvention, die von einer diplomatischen Konferenz in Bukarest vom 21. bis 22. April 1992 verabschiedet wurde. Das Übereinkommen wurde von allen sechs Schwarzmeer-Anrainerstaaten (Bulgarien, Rumänien, Ukraine, Russland, Georgien und  Türkei) ratifiziert und trat 1994 in Kraft.
Das grundlegende Ziel des Bukarestübereinkommens ist die Verhütung und Verringerung der Umweltverschmutzung im Schwarzen Meer, um Schutz und Erhalt der Meeresumwelt.